# Oxydation partielle
En chimie, une oxydation partielle (en anglais, partial oxidation : POX) est une réaction chimique qui survient lorsqu'un mélange sous-stœchiométrique de fioul et d'air est partiellement brûlé dans un reformeur, ce qui crée un syngas riche en hydrogène. Ce gaz sert le plus souvent d'intrant dans un procédé chimique.
Il existe des variantes à cette réaction. Par exemple, pour les besoins du procédé Haber-Bosch, du fioul lourd est réchauffé, mélangé à de la vapeur et à de l'oxygène, puis brûlé entre 1 200 °C et 1 500 °C.